# 諾基亞Asha 306
諾基亞Asha 306是諾基亞生產的平板式功能手機，2012年6月6日發布。

## 規格
| 類型     | 功能手機                                                                |
| 手機規格 | 平板式                                                                  |
| 尺寸     | 高度：110.3（4.34英寸）；寬度：53.8（2.12英寸）；厚度：12.8（0.50英寸） |
| 重量     | 96.0克（3.39盎司）                                                      |
| 操作系统 | Series 40（Nokia OS）                                                   |
| 電池     | 1110 mAh                                                                |
| 顯示器   | 3.0英寸（76）                                                           |

## 外部連結
- （英文）諾基亞Asha 306——全球

Template:Nokia asha series